# サルタ州
サルタ州（サルタしゅう）は、アルゼンチンの州である。人口は1,440,672人（2022年国勢調査）。州都はサルタ。
ボリビア南端のタリハ県と接している。
サルタ州出身の作家フアナ・マヌエラ・ゴリーティがボリビア国内で広めたエンパナーダは、彼女の生地にちなんで「サルテーニャ」（「サルタの」の意）という名前で親しまれている。

## 隣接州
- タリハ県
- ボケローン県
- フォルモサ州
- チャコ州
- サンティアゴ・デル・エステロ州
- トゥクマン州
- カタマルカ州
- アントファガスタ州
- フフイ州

## 下位行政区画
1. アンタ・デパルタメント（英語版）
2. カチ・デパルタメント（英語版）
3. カファジャーテ・デパルタメント（英語版）
4. カピタル・デパルタメント (サルタ州)（英語版）
5. セリージョス・デパルタメント（英語版）
6. チコアーナ・デパルタメント（英語版）
7. ヘネラル・グエメス・デパルタメント (サルタ州)（英語版）
8. ヘネラル・ホセ・デ・サン・マルティン・デパルタメント (サルタ州)（英語版）
9. グアチパス・デパルタメント（英語版）
10. イルージャ・デパルタメント（英語版）
11. ラ・カルデーラ・デパルタメント（英語版）
12. ラ・カンデラリア・デパルタメント（英語版）
13. ラ・ポルマ・デパルタメント（英語版）
14. ラ・ビーニャ・デパルタメント（英語版）
15. ロス・アンデス・デパルタメント（英語版）
16. メタン・デパルタメント（英語版）
17. モリーノス・デパルタメント（英語版）
18. オラン・デパルタメント（英語版）
19. リバダビア・デパルタメント (サルタ州)（英語版）
20. ロサリオ・デ・レルマ・デパルタメント（英語版）
21. ロサリオ・デ・ラ・フロンテーラ・デパルタメント（英語版）
22. サン・カルロス・デパルタメント (サルタ州)（英語版）
23. サンタ・ビクトリア・デパルタメント（英語版）

## ギャラリー

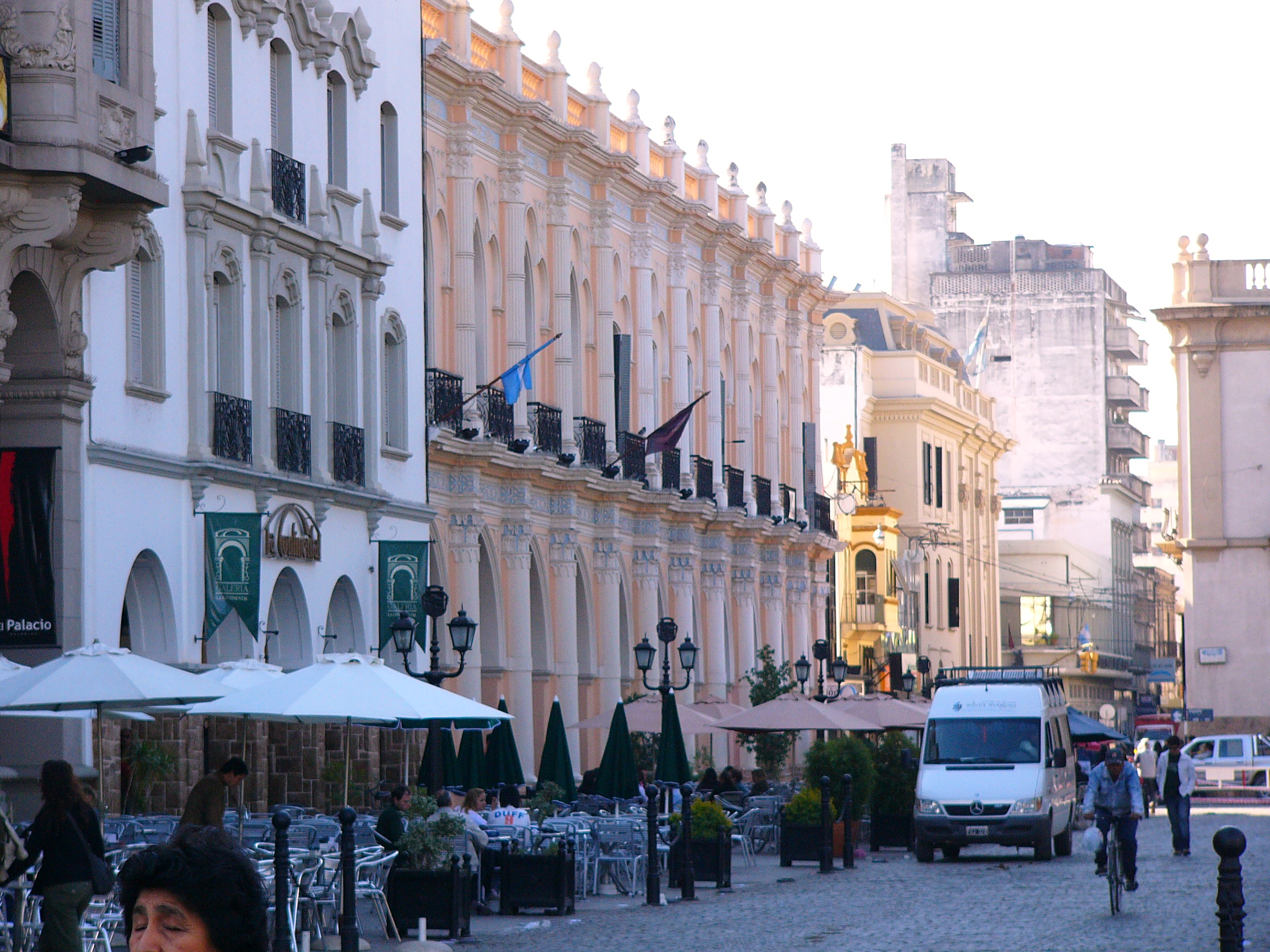
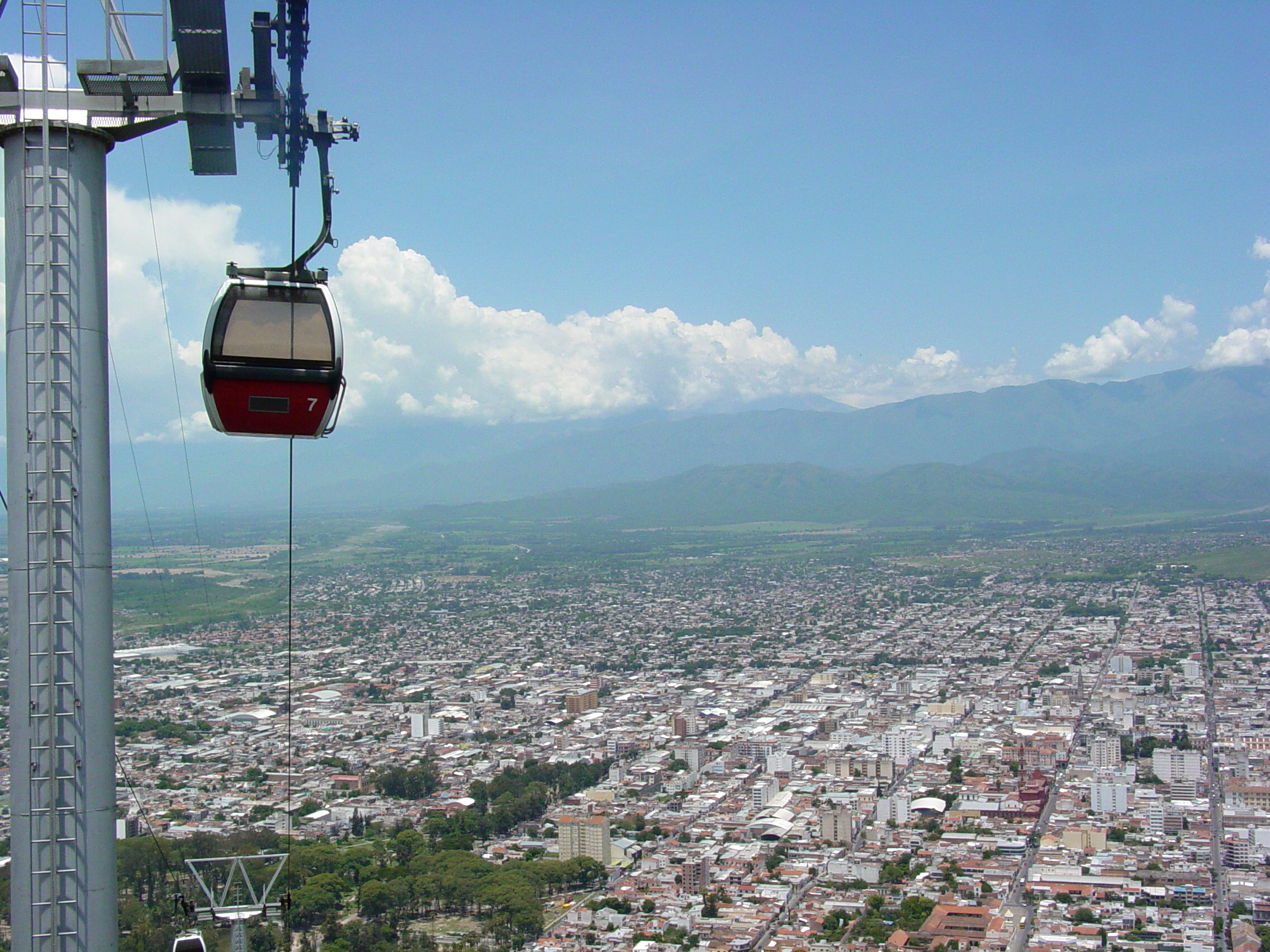
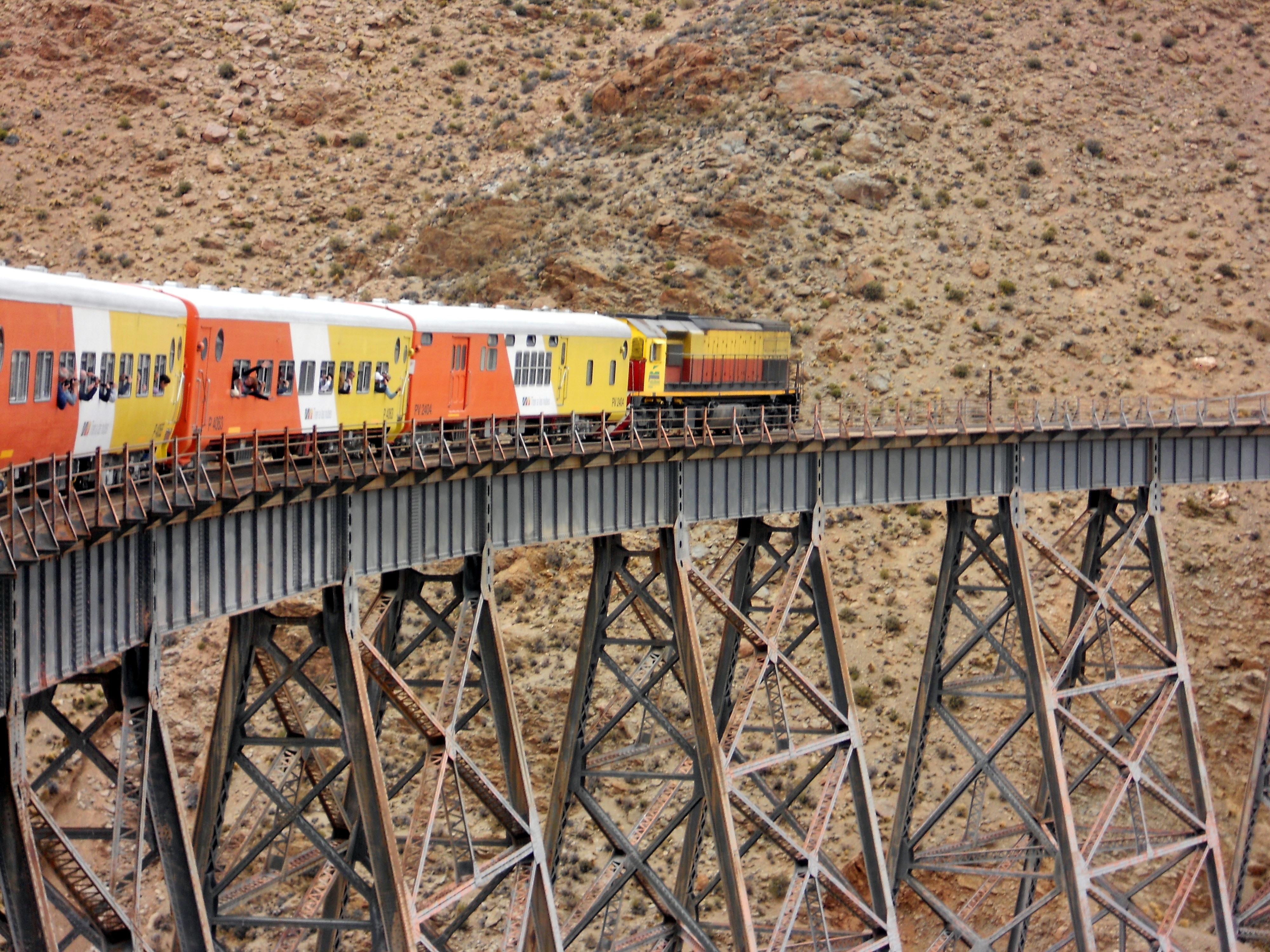
ラ・ポルボリージャ鉄橋
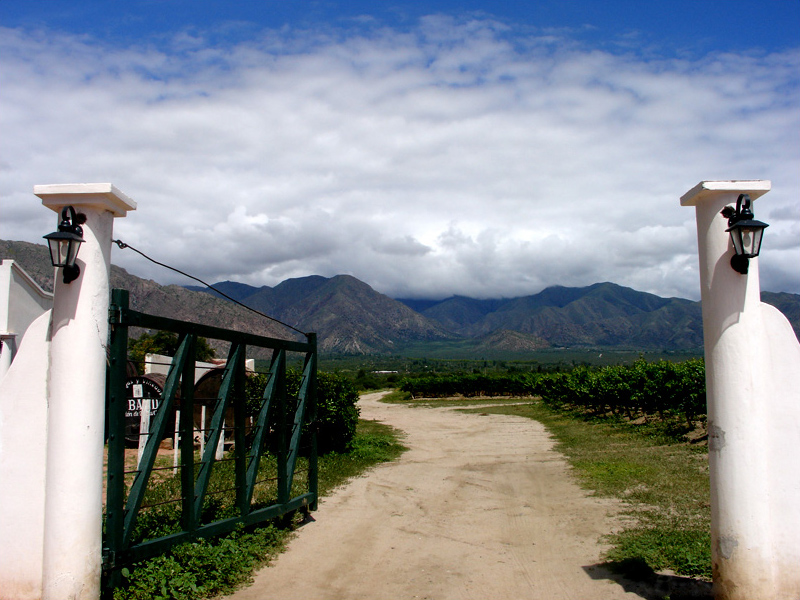
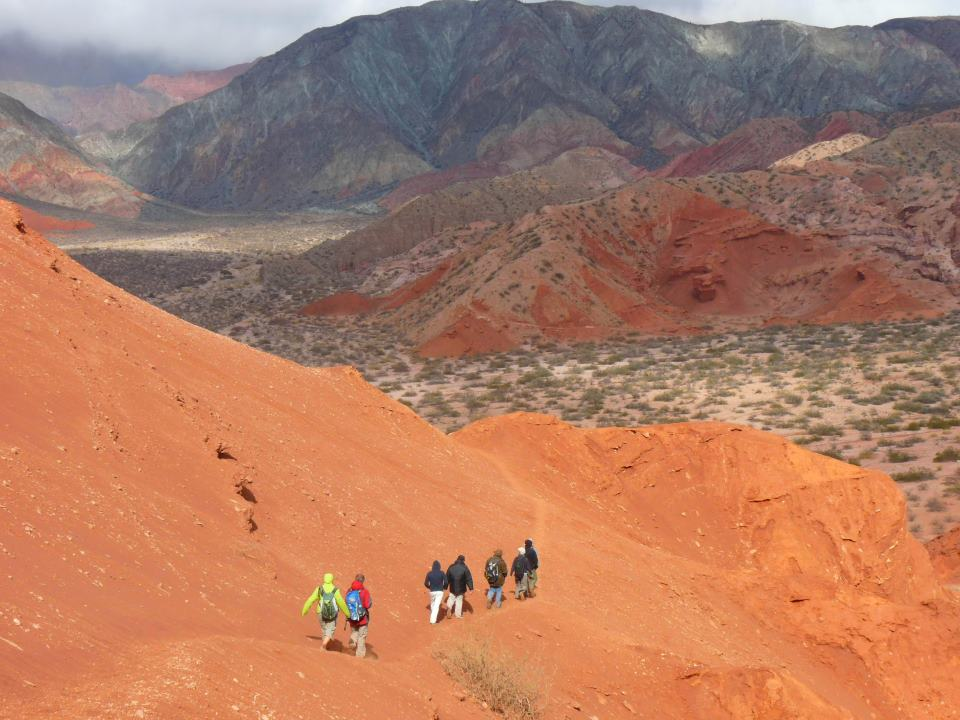
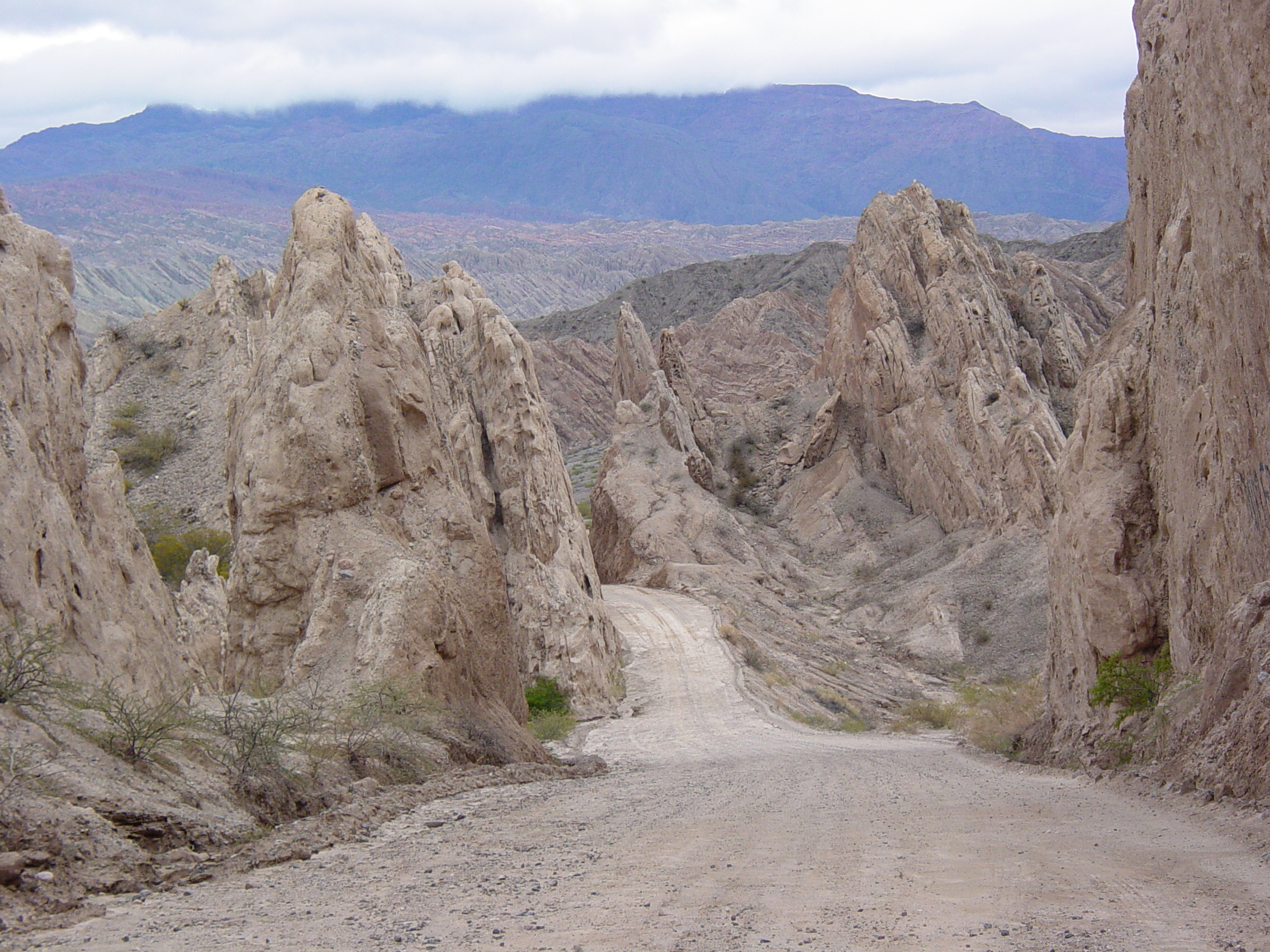
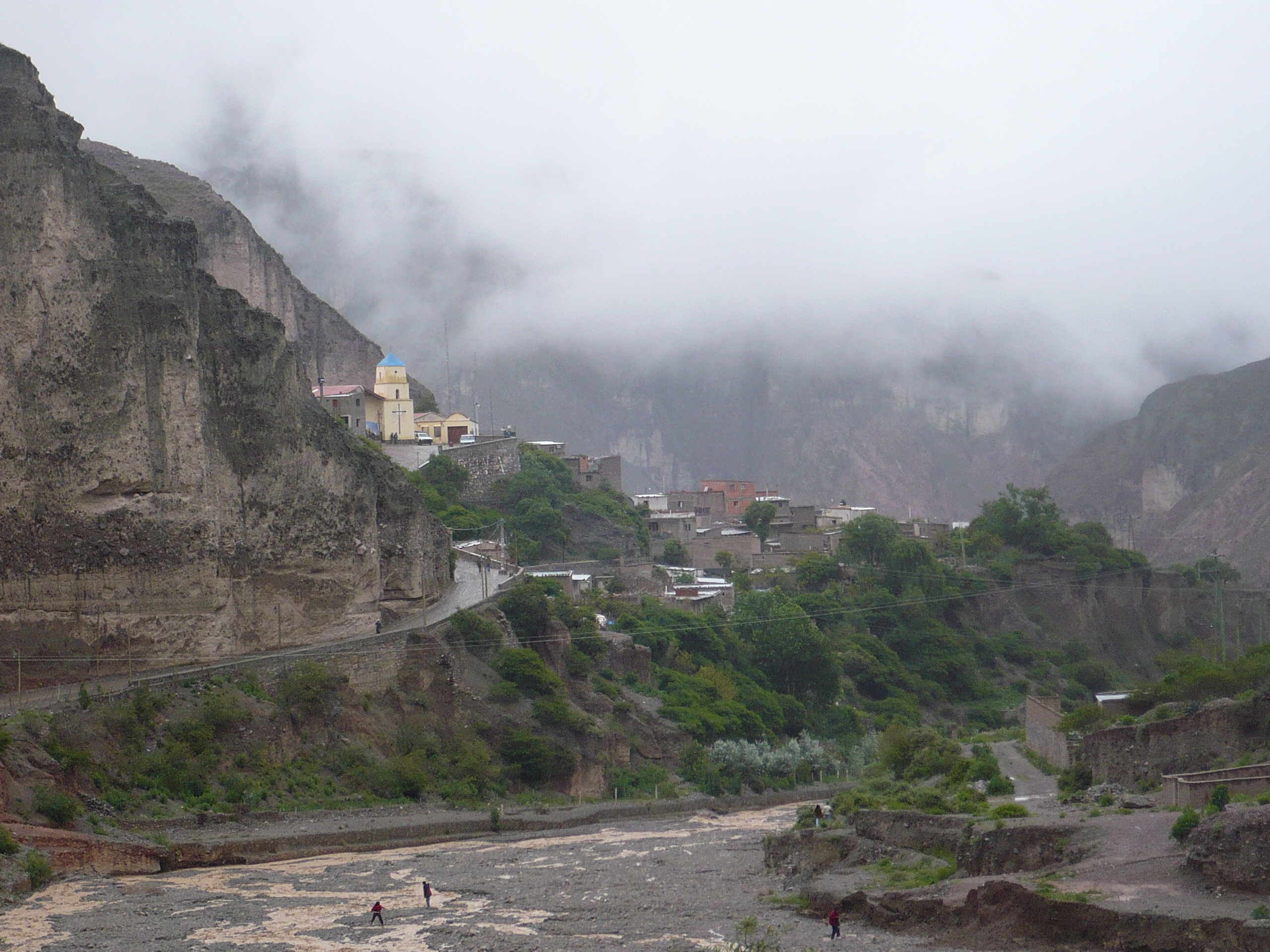
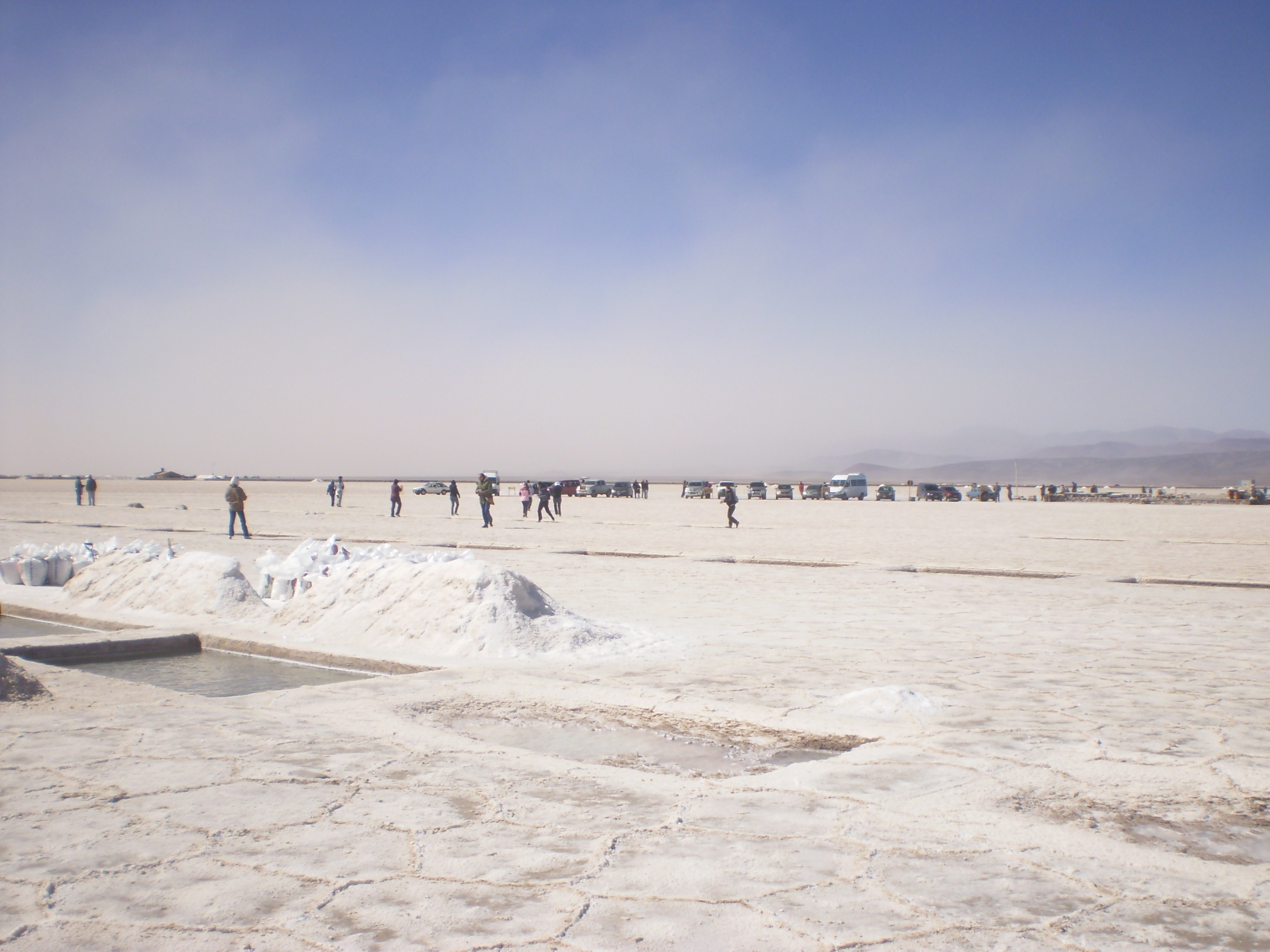
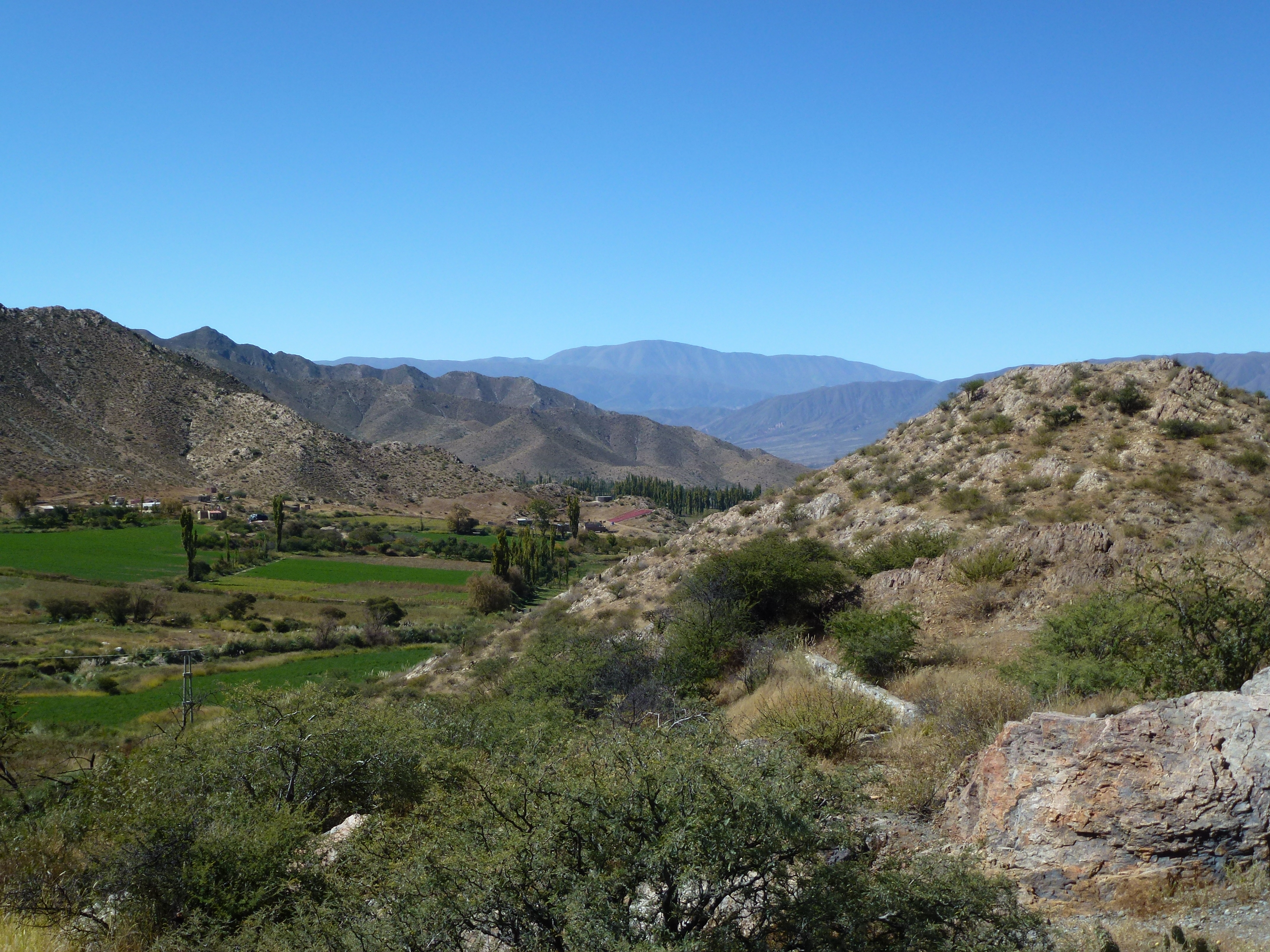
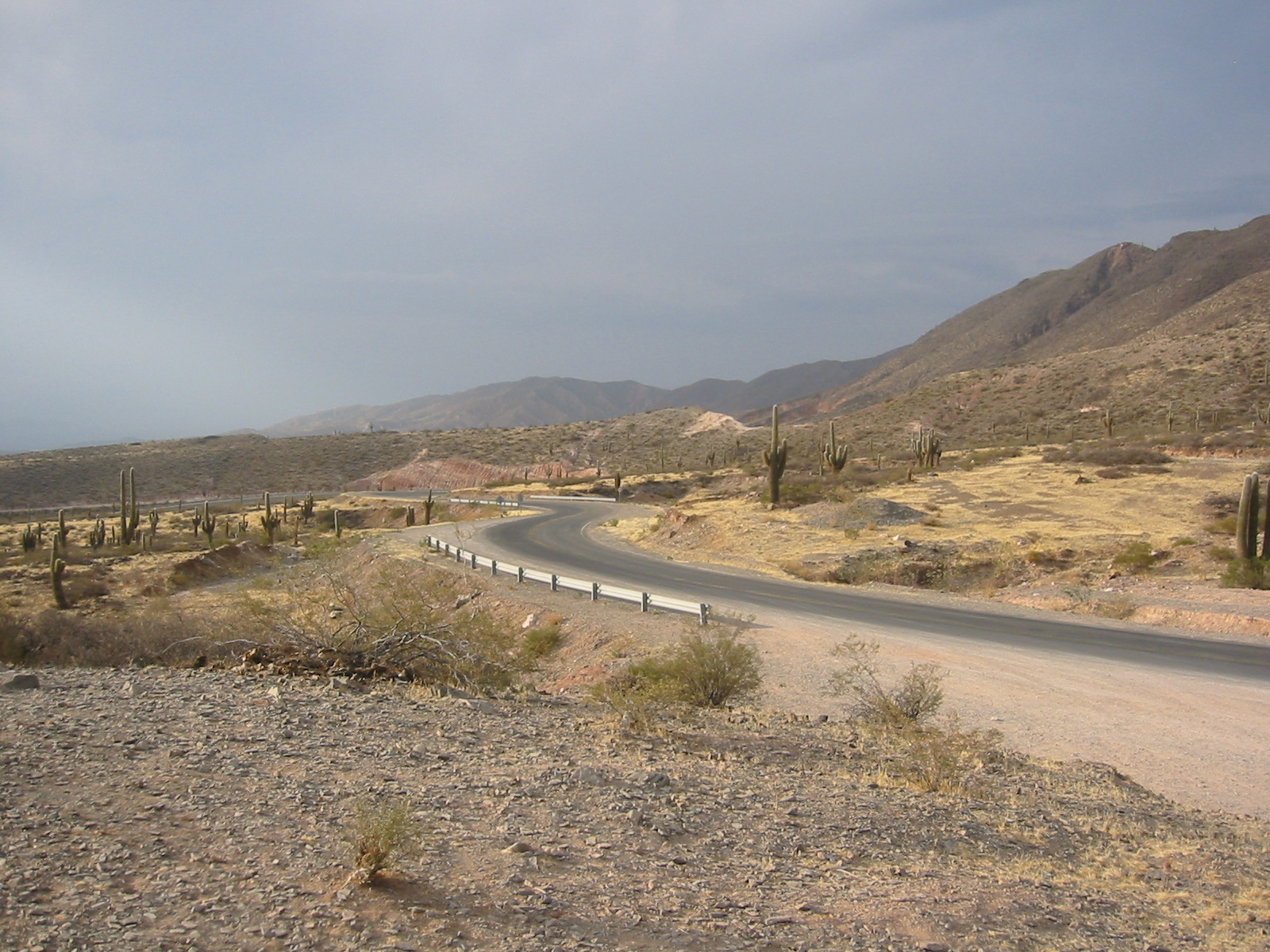